# Silo de Salamanca
El silo de Salamanca es un silo de grano situado en el municipio español de Salamanca, en la provincia homónima. Se encuentra ubicado junto al recinto de la estación de Tejares-Chamberí.

## Historia
Su construcción fue promovida por el Servicio Nacional del Trigo (SNT) dentro de la política del régimen franquista que buscaba crear una red de silos para el almacenamiento de cereales. Entró en servicio en 1960, contando con una capacidad de almacenamiento de 4.000 toneladas. La unidad estaba enlazada con la red ferroviaria a través de un ramal particular que llegaba a su recinto. El silo pasaría a manos del Servicio Nacional de Cereales en 1969 y, en 1971, del Servicio Nacional de Productos Agrarios (SENPA). En la actualidad las instalaciones no prestan servicio agrario.

## Características
Se trata de un silo del tipo F, siendo esta una tipología singular por sus características y el reducido número de unidades que se llegaron a construir. Posee una altura máxima de 31 metros, estando constituida su estructura por un conjunto de celdas cuadradas de bloque armado; cada celda tiene un diámetro de 3,25 metros. Antiguamente las instalaciones están enlazadas con la red ferroviaria a través de un ramal. Esta derivación se prolongaba en una vía destinada a la carga del grano.